# Агнеса Австрійська (1928–2007)
Агнеса Австрійська (нім. Agnes von Österreich), також Агнеса Габсбург-Лотаринзька (нім. Agnes von Habsburg-Lothringen), повне ім'я Агнеса Крістіна Франциска Кароліна Терезія Рафаела Йоганна Магдалена Губерта Йозефа Ігнатія (нім. Agnes Christina Franziska Karoline Theresia Raphaela Johanna Magdalena Huberta Josepha Ignatia; 14 грудня 1928 — 31 серпня 2007) — австрійська ерцгерцогиня з династії Габсбургів, донька австрійського ерцгерцога Губерта Сальватора та принцеси Сальм-Сальмської Розмарі, дружина принца Карла Альфреда Ліхтенштейнського.

## Біографія
Агнеса народилась 14 грудня 1928 року в австрійському замку Персенбог, резиденції її батьків. Була другою дитиною та старшою донькою в родині австрійського ерцгерцога Губерта Сальватора та його дружини Розмарі Сальм-Сальмської. Мала старшого брата Фрідріха Сальватора. Згодом сімейство поповнилося одинадцятьма молодшими дітьми. Окрім замку Персенбог, у віданні родини перебувала Кайзервілла у Бад-Ішлі.

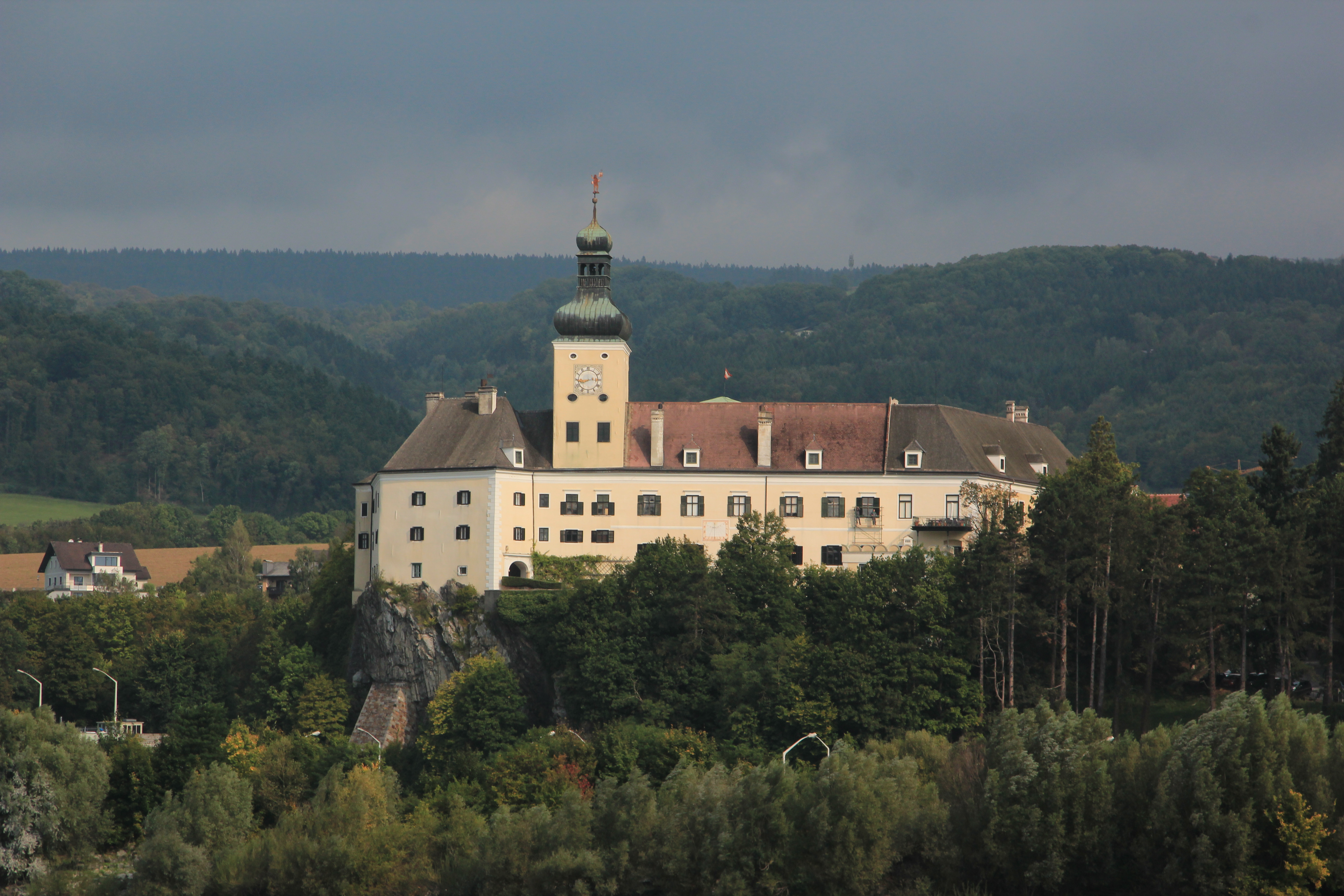
Замок Персенбог у 2014 році

У віці 20 років Агнеса взяла шлюб із 38-річним принцом Карлом Альфредом фон унд цу Ліхтенштейном. Наречений доводився молодшим братом правлячому князю Ліхтенштейна Францу Йосипу II. Вінчання пройшло 17 лютого 1949 року у замку Персенбог. На весіллі були присутніми представники багатьох королівських родин. У пари народилося семеро дітей.
Карл Альфред займався політикою, перебудовою князівських лісових господарств в Австрії, був членом рад директорів у різних компаніях. Помер у листопаді 1985 року.
Агнеса пішла з життя у Відні 31 серпня 2007 року, переживши старшу доньку. Похована разом із нею та чоловіком на цвинтарі Кахленбергердорф..

## Родина
Чоловік — Карла Альфреда Ліхтенштейнський
Діти:
- Домінік (1950—2009) — був одружений з Євою Марією Лоеш, дітей не мав;
- Андреас (нар. 1952) — одружений із Сильвією Прієто та Фігероа, дітей не має;
- Ґреґор (нар. 1954) — неодружений, дітей не має;
- Александра (1955—1993) — була одружена з Гансом Ловреком, дітей не мала;
- Марія Пія (нар. 1960) — дипломат, представниця Ліхтенштейна в ООН та ОБСЄ, одружена з Максом Котбауером, має сина;
- Катерина (нар. 1964) — перебуває у другому шлюбі з Ендрю Ґемоном, має сина від першого шлюбу;
- Брігітта (нар. 1967) — дружина графа Отто Янковича, має сина та доньку.